# Tubo di Pitot

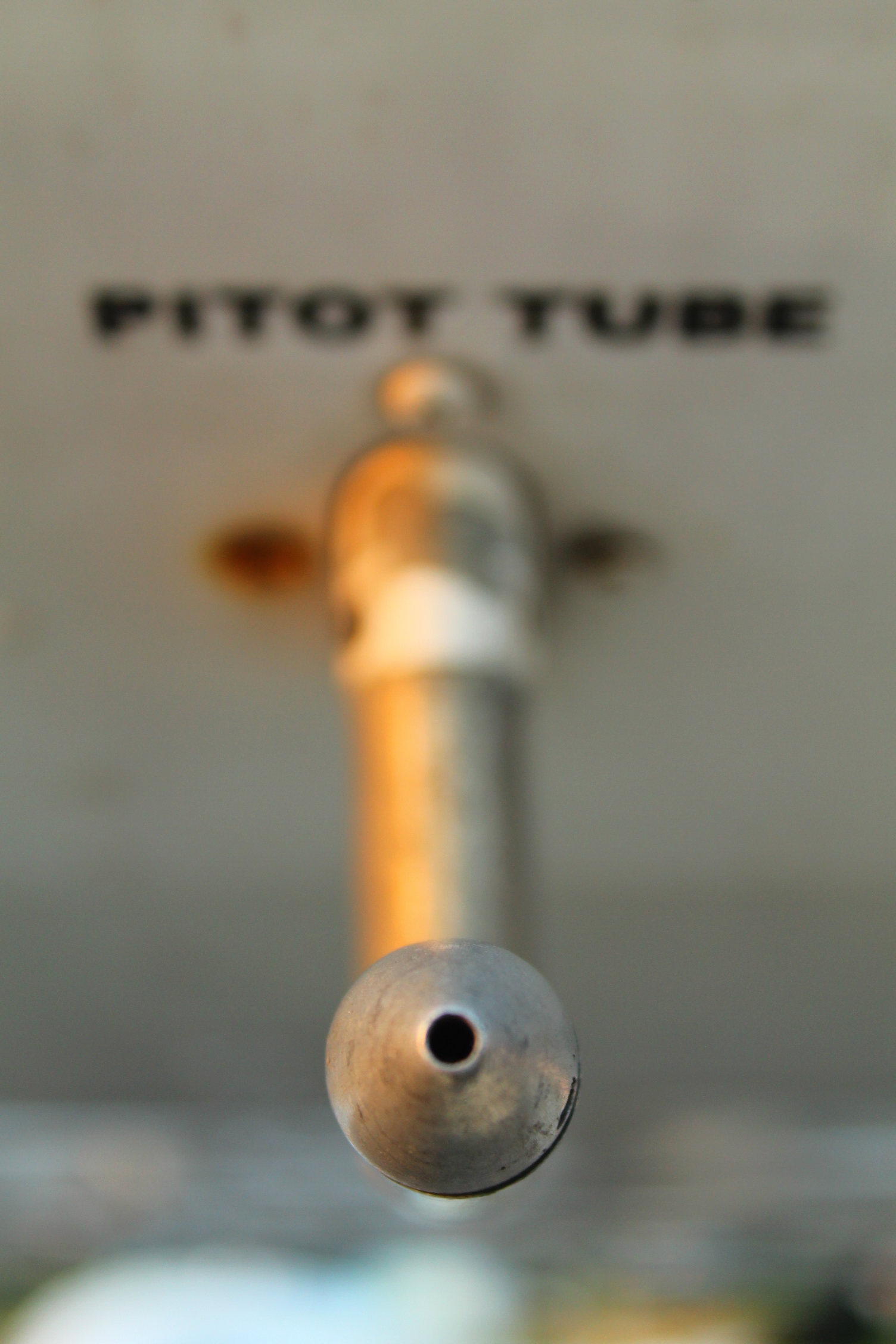
Tubo di Pitot

Il tubo di Pitot è uno strumento utilizzato per misurare la velocità macroscopica di un fluido (ad esempio un gas). Fu inventato nel 1732 dall'ingegnere e fisico francese Henri Pitot.

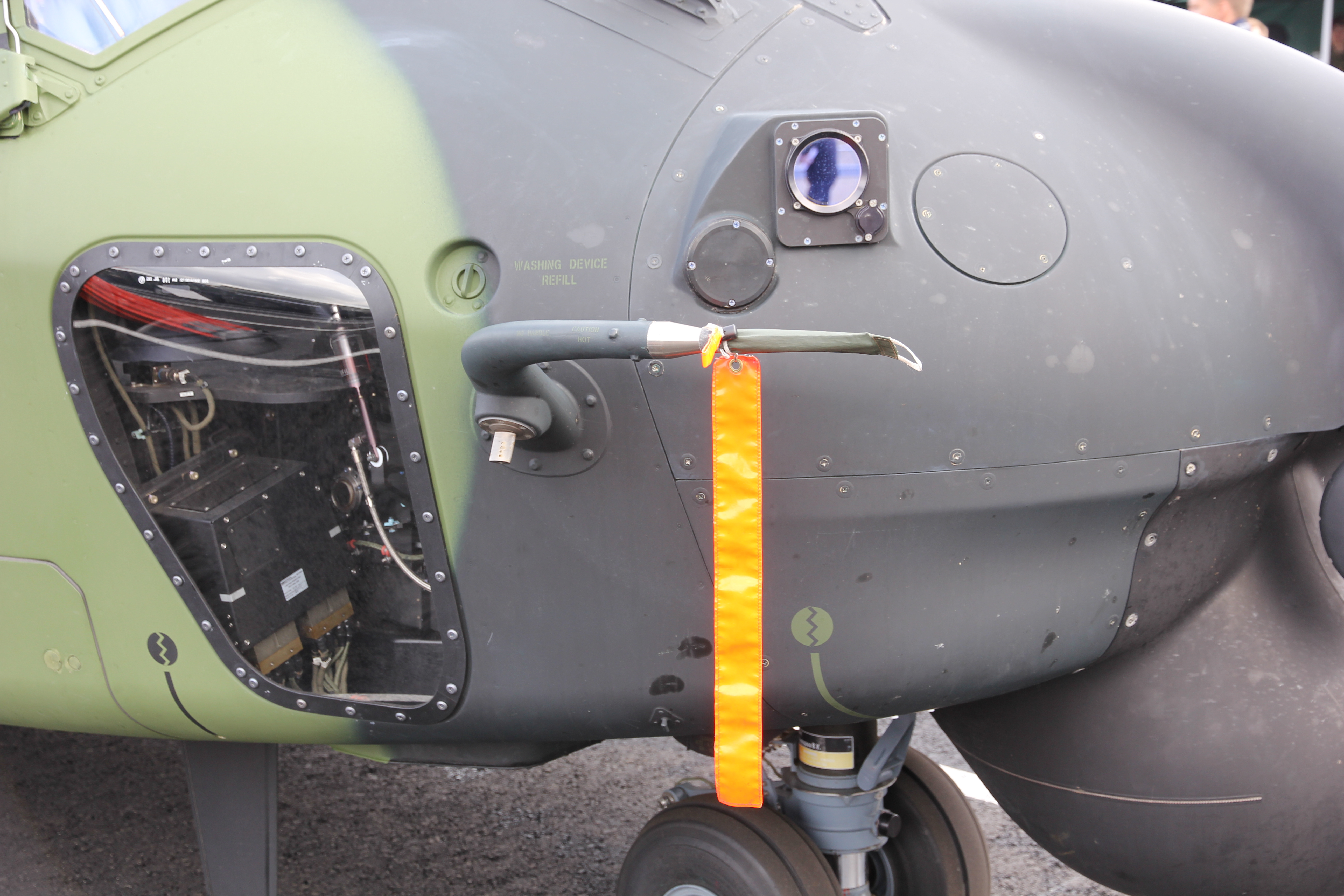
Un tubo di Pitot fissato sul ventre di un NH-90 (NH-211)

## Funzionamento e taratura
Il tubo di Pitot basa il suo funzionamento sulla pressione totale di un fluido.
Un tubo di Pitot è fornito di due prese di pressione, una all'estremità anteriore disposta tangenzialmente alla corrente (presa totale) e una sul corpo disposta perpendicolarmente al flusso (presa statica). La differenza tra le due pressioni (la pressione dinamica, misurata con un manometro differenziale  collegato alle due prese) è proporzionale al quadrato del modulo della velocità macroscopica, in formule:
{\displaystyle p_{tot}=p_{st}+{\frac {1}{2}}\rho \left|\langle v\rangle \right|^{2}}
{\displaystyle v={\sqrt {\frac {2(p_{tot}-p_{st})}{\rho }}}}
Il fatto che le prese di pressione siano due e separate sembrerebbe rendere inutilizzabile il Pitot (infatti la definizione di pressione totale richiede che le pressioni statica, dinamica e totale siano misurate nello stesso punto nello stesso istante di tempo).
Affinché il tubo di Pitot possa fornire una misura precisa, la pressione totale dovrebbe mantenersi costante nel campo di moto del fluido (cioè dovrebbe valere l'Equazione di Bernoulli nel suo primo o almeno nel suo secondo enunciato). Siccome generalmente i tubi di Pitot sono costruiti in modo da non perturbare eccessivamente il campo di moto intorno a loro, questa approssimazione è accettabile. Si deve però provvedere al tracciamento di una curva di taratura, valida per il Pitot utilizzato.
La taratura del Pitot si effettua immettendo il tubo in una corrente di fluido di cui siano perfettamente note le proprietà del fluido stesso e la velocità macroscopica. Per un numero sufficiente di valori di velocità macroscopica si registrano le corrispondenti differenze di pressione tra le due prese del Pitot, ottenendo una successione di punti che rappresentano la funzione di trasferimento dello strumento. Durante l'utilizzo quindi, invece della formula derivante dalla definizione di pressione totale si potrà utilizzare questa funzione di trasferimento (al giorno d'oggi, peraltro, facilmente implementabile in un codice di calcolo che interpoli la curva di taratura) per assegnare ad ogni valore di {\displaystyle \Delta p} la velocità corretta.
In particolari situazioni potrebbe succedere che il campo di moto del fluido in cui è immerso il Pitot presenti gradienti di velocità talmente elevati da determinare una grande differenza di velocità macroscopica tra le due prese. In questo caso la lettura della velocità sarà riferita al fluido che passa sulla presa statica.

## Utilizzi

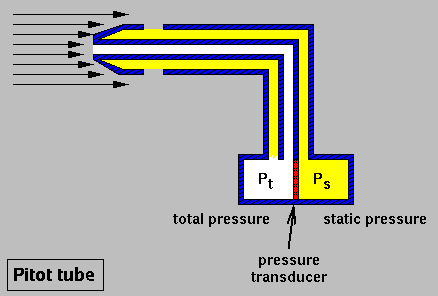
Funzionamento

Il tubo di Pitot è utilizzato su tutti gli aeroplani e in automobilismo (tipicamente Formula Uno, durante i test pre-stagionali) come sensore per la determinazione della velocità macroscopica rispetto all'aria e nelle gallerie del vento per la misurazione della velocità macroscopica della corrente d'aria.
Viene anche utilizzato nell'impiantistica delle bonifiche ambientali, in particolare per impianti tipo SVE/Bv (Soil Vapour Extraction - Bioventing), per controllare le pressioni differenziali (e quindi le portate) lungo le tubazioni di estrazione/iniezione di gas dal/nel sottosuolo.
È inoltre uno degli strumenti di misura della velocità macroscopica in condotti di emissione in atmosfera, come previsto dalla norma UNI EN ISO 16911-1:2013.